# Gorontalo (ville)
Pour les articles homonymes, voir Gorontalo (homonymie).
Gorontalo est une ville d'Indonésie, capitale de la province de Gorontalo dans le nord de Célèbes. Elle s'étend sur 64,79 km2 et a une population de 140 000 habitants. Elle a le statut de kota et est divisée en 6 districts.

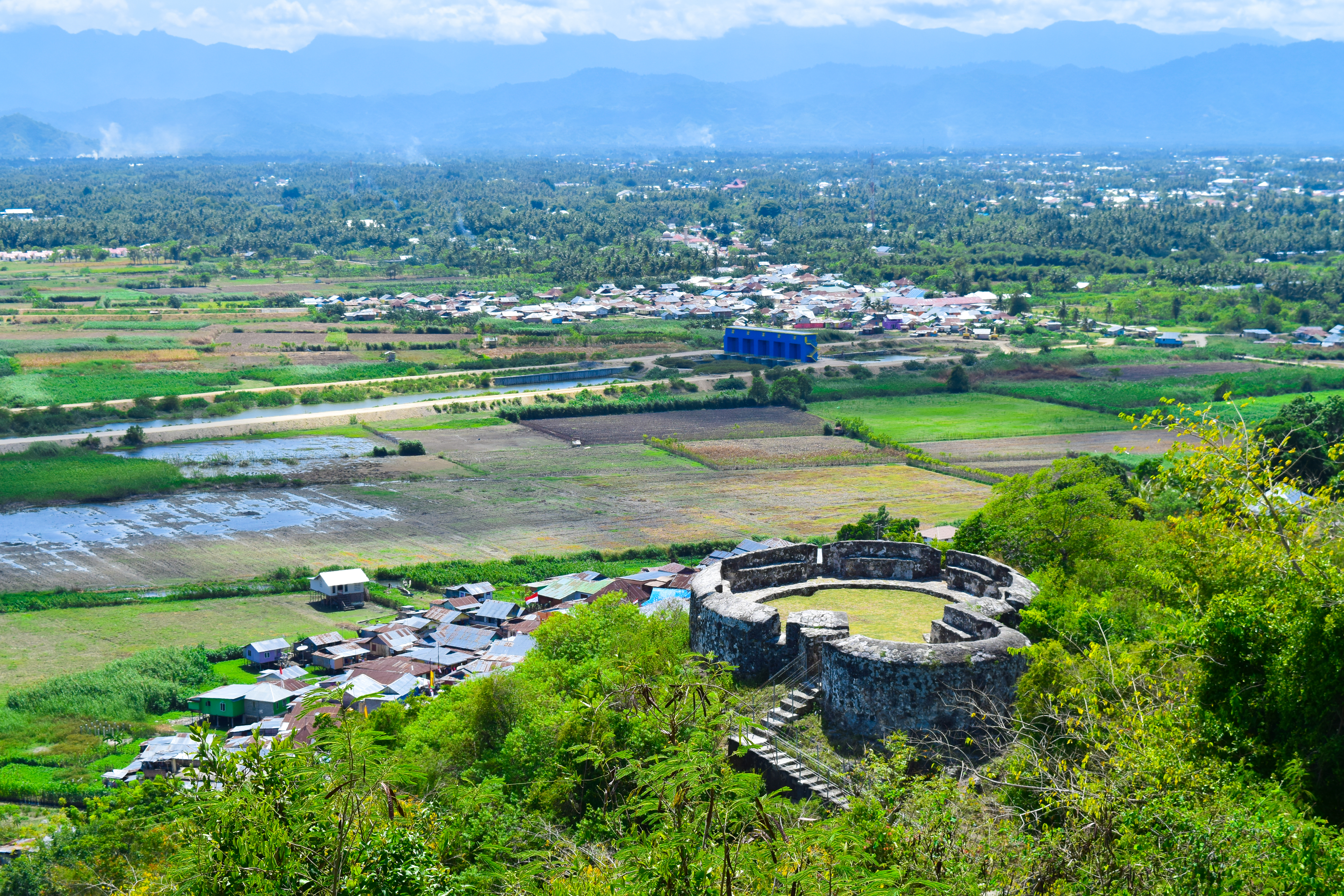
La redoute d'Ulupahu du fort d'Otanaha

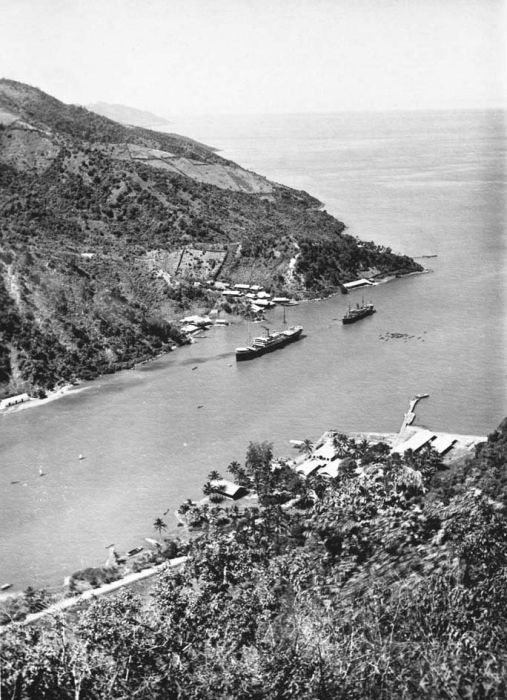
Vue de la baie de Gorontalo (1905-1914)

## Administration
La ville est divisée en six kecamatan (districts), listés ci-dessous avec leur population respectives:
1. Kota Selatan (Sud) - 35,988
2. Kota Utara (Nord) - 33,149
3. Kota Barat (Ouest) - 20,220
4. Kota Timur (Est) - 42,155
5. Kota Tengah (Centre) - 27,047
6. Dungingi - 21,568

## Transports
La ville est desservie par l'Aéroport Jalaluddin.

## Jumelages
- Mamuju (Indonésie)
- Bengkulu (Indonésie)